# Martynas Paliukėnas
Martynas Paliukėnas (Vilnius, 14 settembre 1993) è un cestista lituano.